# Bembidion rude
Bembidion rude är en skalbaggsart som först beskrevs av Sharp 1903.  Bembidion rude ingår i släktet Bembidion och familjen jordlöpare. Inga underarter finns listade i Catalogue of Life.